# Jonathan Morén
Iyad Jonathan Morén, född 24 mars 1973 i Umeå stadsförsamling, är en svensk arabist, litteraturkritiker och översättare.
Morén avlade 2015 filosofie doktorsexamen i semitiska språk vid Uppsala universitet, där han även är lärare. Han verkar som litteraturkritiker och översättare av arabisk litteratur till svenska. Morén medverkar regelbundet i tidskriften Karavan. 2021 tilldelades han priset för Årets översättning för Hassan Blasims roman GUD 99, och 2024 erhöll han Svenska Akademiens översättarpris.

## Översättningar
- Salim Barakat: Grottorna i Haydrahudahus (Kuhuf Haydrahudahus) (Tranan, 2006)
- Salim Barakat: Döda noviser (Mawta mubtadi'un) (Tranan, 2008)
- Salim Barakat: Sovande rävar i rubiner (dikter) (Tranan, 2010)
- Salim Barakat: Geometriska andar (Arwāḥ handasīyah) (Tranan, 2011)
- Salim Barakat: Det enhetligas högmod: kyssarnas tvivel och ständiga farhågor ( 'Ajrafat al-mutajanis) (Tranan, 2013)
- Ahmad al-Aidy: Att vara Abbas al-Abd (Tranan, 2015)
- Hassan Blasim: Irakisk Kristus (berättelser) (Albert Bonniers Förlag, 2015)
- Hoda Barakat: Ett rike av denna jord (Leopard, 2018)
- Adania Shibli: Beröring (Tranan, 2018)
- Mohammad Rabie: Otared (Alhambra, 2019)
- Ahmad Saadawi: Frankenstein i Bagdad (Tranan, 2019)
- Salim Barakat: Stegar av sand (al-Salālim al-ramliyya) (Tranan, 2020)
- Hassan Blasim: GUD 99 (Albert Bonniers Förlag, 2020)
- Adania Shibli: En oansenlig detalj (Tranan, 2021)
- Salim Barakat: Fångarna från Sinjar (Sabāyā Sinjār) (Tranan, 2023)